# Safe (serial telewizyjny)
Safe – francusko-brytyjski serial telewizyjny wyprodukowany przez Red Production Company, którego twórcą jest Harlan Coben. Wszystkie osiem odcinków zostało  udostępnionych 10 maja 2018 roku na Netflix oraz Canal 8.

## Fabuła
Serial skupia się na Tomie Delaney, chirurgu, który sam wychowuje dwie nastoletnie córki po śmierci swojej żony. Po tej tragedii wszystko powoli wraca do normy. Pewnego dnia córka Toma, Jenny znika w tajemniczych okolicznościach. Delaney robi wszystko, aby odnaleźć swoją córkę. Odkrywa, że tak naprawdę nic nie wie o swoich najbliższych sąsiadach, którzy skrywają ciemne tajemnice.

## Obsada
- Michael C. Hall jako Dr Tom Delaney[2]
- Amanda Abbington jako detektyw Sophie Mason
- Marc Warren jako dr Pete Mayfield
- Audrey Fleurot jako Zoé Chahal
- Hannah Arterton jako detektyw Emma Castle
- Nigel Lindsay jako Jojo Marshall
- Laila Rouass jako Lauren Marshall
- Joplin Sibtain jako Neil Chahal,
- Milo Twomey jako Bobby
- Emmett J. Scanlan jako Josh Mason
- Amy James-Kelly jako Jenny Delaney
- Amy-Leigh Hickman jako Sia Marshall
- Freddie Thorp jako Chris Chahal,
- Hero Fiennes-Tiffin jako Ioan Fuller
- Louis Greatorex jako Henry Mason
- Isabelle Allen jako Carrie Delaney
- Karen Bryson jako Helen Crowthorne

## Odcinki
| Sezon | Odcinki | Oryginalna emisja w Canal 8 i Netflix | Oryginalna emisja w Canal 8 i Netflix | Emisja w Netflix Polska | Emisja w Netflix Polska | Emisja w Netflix Polska |
| Sezon | Odcinki | Premiera sezonu                       | Finał sezonu                          | Premiera sezonu         | Finał sezonu            |                         |
| ----- | ------- | ------------------------------------- | ------------------------------------- | ----------------------- | ----------------------- | ----------------------- |
| 1     | 8       | 10 maja 2018                          | 10 maja 2018                          | 10 maja 2018            | 10 maja 2018            |                         |

## Sezon 1 (2017)
| Nr | Tytuł     | Reżyseria       | Scenariusz         | Premiera w Netflix /Canal 8 | Premiera w Netflix Polska |
| -- | --------- | --------------- | ------------------ | --------------------------- | ------------------------- |
| 1  | Episode 1 | Daniel Nettheim | Danny Brocklehurst | 10 maja 2018                | 10 maja 2018              |
| 2  | Episode 2 | Daniel Nettheim | Danny Brocklehurst | 10 maja 2018                | 10 maja 2018              |
| 3  | Episode 3 | Julia Ford      | Mick Ford          | 10 maja 2018                | 10 maja 2018              |
| 4  | Episode 4 | Julia Ford      | Mick Ford          | 10 maja 2018                | 10 maja 2018              |
| 5  | Episode 5 | Daniel O'Hara   | Alex Ganley        | 10 maja 2018                | 10 maja 2018              |
| 6  | Episode 6 | Julia Ford      | Karla Crome        | 10 maja 2018                | 10 maja 2018              |
| 7  | Episode 7 | Daniel O'Hara   | Danny Brocklehurst | 10 maja 2018                | 10 maja 2018              |
| 8  | Episode 8 | Daniel O'Hara   | Danny Brocklehurst | 10 maja 2018                | 10 maja 2018              |

## Produkcja
11 lipca 2017 roku, stacje Netflix oraz Canal + ogłosiły zamówienie pierwszego sezonu serialu, w którym główną rolę zagra Michael C. Hall.